# Fernandel for ever

Fernandel for ever est un court-métrage diffusé en 1982.

## Synopsis
Un homme raconte : Jane c'est mon amie, m'a dit que j'étais un sauvage et que j'avais pas de but dans la vie, autant vous dire que j'ai pas une folle envie de la revoir, surtout qu'en ce moment, le but de ma vie ça me tracasse.

## Fiche technique
- Titre : Fernandel for ever
- Réalisation : Vincent Lombard
- Scénario : Vincent Lombard
- Photographie : Pascal Lebègue
- Musique : Laurent Grangier et Zabuki
- Durée : 28 minutes

## Distribution
- Robin Renucci
- Sylvie Orcier
- Daniel Jégou
- Féodor Atkine